# نادي الاتحاد التوركي
نادي الاتحاد الرياضي التوركي المعروف أيضًا باسم اتحاد تواركة هو نادي رياضي مغربي من مدينة الرباط عاصمة المغرب تأسس سنة 1971. ينشط في البطولة الاحترافية المغربية. لعب في بطولة القسم الأول هواة في موسم 2019-2020 حيث توج بطلًا. صعد النادي إلى الدوري المغربي لكرة القدم القسم الثاني في موسم 2020-2021 ويلعب الآن في البطولة الإحترافية.
يُعتبر النادي بمثابة الفريق الرديف لفريق نادي الجيش الملكي حيث أن هذا الأخير يستفيد من اتحاد تواركة وذلك بجلبه لأجود العناصر الممارسة في فريق الاتحاد كما أن الجيش يقوم بإعارة بعض لاعبيه كذلك لفريق تواركة.

## شعار النادي

## التاريخ
منذ إنشاء النادي بوصية من الملك الحسن الثاني، وصل هذا الأخير إلى البطولة الوطنية الممتازة خمس مرات (1980، 1982، 1986، 2004 و2022).
عندما تمت ترقية نادي الاتحاد الرياضي التوركي إلى البطولة الاحترافية في عام 2022، انضم النادي إلى أكاديمية محمد السادس لكرة القدم لتوظيف العشرات من اللاعبين تحت سن 23 عامًا من أجل تطويرهم ليصلوا للمستوى الاحترافي.

## البطولات
الدوري المغربي لكرة القدم القسم الثاني (2):
- البطل: 1979–80، 1985–86
- الوصيف: 2003–04، 2021–22

 الدوري المغربي لكرة القدم القسم الثالث (3):
- البطل: 1976–77، 2002–03، 2019–20

## وصلات خارجية
- الموقع الرسمي